# Odo, grof Neversa
Odo Burgundski (francuski Eudes de Bourgogne) (1230. — kolovoz 1266.) bio je francuski plemić koji je de jure uxoris bio grof Neversa, Auxerrea i Tonnerrea. 
Odo je bio sin Huga IV., burgundskog vojvode i njegove prve supruge, Jolande de Dreux te stariji brat vojvode Roberta II. Burgundskog, a umro je u Akri te je pokopan u crkvi svetog Nikole, ostavivši svoje bogatstvo svojim sljedbenicima i bolnicama.
Supruga grofa Oda bila je Matilda II., grofica Neversa, a Matildine i Odove kćeri bile su:
- Jolanda II. od Neversa
- Margareta Burgundska, kraljica Sicilije[3]
- Adelajda, grofica Auxerrea
- Ivana